# Нолвуд (Тексас)
Нолвуд (енгл. Knollwood) град је у америчкој савезној држави Тексас. По попису становништва из 2010. у њему је живело 226 становника.

## Демографија
Према попису становништва из 2010. у граду је живело 226 становника, што је 149 (39,7%) становника мање него 2000. године.
| Група             | 2000.       | 2010.       |
| Белци             | 318 (84,8%) | 193 (85,4%) |
| Афроамериканци    | 22 (5,9%)   | 10 (4,4%)   |
| Азијати           | 4 (1,1%)    | 1 (0,4%)    |
| Хиспаноамериканци | 23 (6,1%)   | 14 (6,2%)   |
| Укупно            | 375         | 226         |